# Rudolf Virchow
Rudolf Ludwig Karl Virchow (Schievelbein/ Świdwin, 13 de outubro de 1821 — Berlim, 5 de setembro de 1902) foi um médico, antropólogo, patologista, pré-historiador, biólogo, escritor, editor e político alemão. É considerado o pai da patologia moderna e da medicina social, além de antropólogo e político liberal (Partido Progressista Alemão e Partido Livre-Pensador Alemão).

## Vida
Sua cidade natal Schievelbein, no leste da Pomerânia, Prússia, hoje está situada na Polônia, com o nome Świdwin. Ele era o filho único de Carl Christian Siegfried Virchow (1785-1865) e Johanna Maria - nascida Hesse (1785-1857). Seu pai era fazendeiro e tesoureiro da cidade. Academicamente brilhante, ele se tornou fluente em alemão, latim, grego, hebraico, inglês, árabe, francês, italiano e holandês. Ele ingressou num ginásio em Köslin (atualmente, Koszalin na Polônia) em 1835, com o objetivo ter a formação de pastor protestante. Ele se formou em 1839 com uma tese intitulada "Uma vida cheia de trabalho e labuta não é um fardo, mas uma bênção".
No entanto, ele escolheu a medicina, porque considerava sua voz fraca demais para pregar.
Graduou-se em 1843 em medicina em Berlim, pela Academia Militar da Prússia. Tornou-se professor em 1847. Por participação ativa na Revolução de Março (1848-1849), mudou-se para Würzburg, onde trabalhou como anatomista. Casou em 1850 com Rose Mayer, com quem teve 3 filhos e 3 filhas. Em 1856 retornou a Berlim, para assumir a cátedra de anatomia patológica da Universidade de Berlim.
Durante a Guerra Franco-Prussiana, liderou pessoalmente o primeiro hospital móvel para atender os soldados no front. Também envolveu-se em atividades sociais, como saneamento básico, arquitetura de construção hospitalar, melhoramento de técnicas de inspeção de carne e higiene escolar. Foi membro ativo na vida política do II Reich alemão, como ferrenho opositor ao Chanceler Otto von Bismarck.

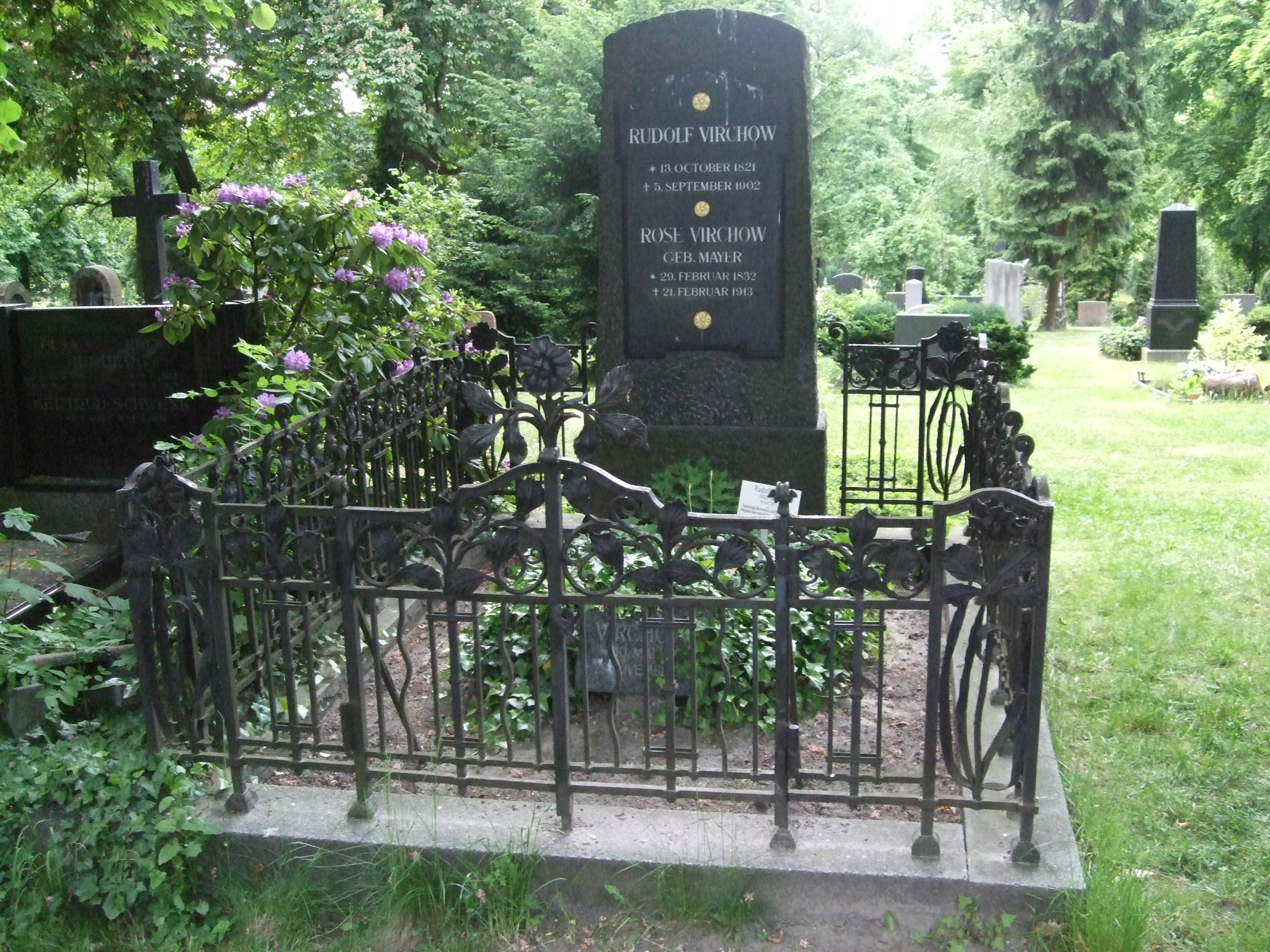
Sepultura

Sua sepultura está localizada no Alter St.-Matthäus-Kirchhof Berlin, no endereço Feld H, H-S-012/013, G2.

## Trabalhos
Um escritor prolífico, ele produziu mais de 2 000 escritos científicos. Cellular Pathology (1858), considerada a raiz da patologia moderna, introduziu o terceiro ditado na teoria celular: Omnis cellula e cellula ("Todas as células vêm das células"). Ele foi cofundador da Physikalisch-Medizinische Gesellschaft em 1849 e da Deutsche Gesellschaft für Pathologie em 1897. Ele fundou periódicos como Archiv für Pathologische Anatomie und Physiologie und für Klinische Medicin (com Benno Reinhardt em 1847, de 1947, a partir de 1947 title Virchows Archiv), e Zeitschrift für Ethnologie (Journal of Ethnology). Este último é publicado pela Associação Antropológica Alemã e pela Sociedade de Antropologia, Etnologia e Pré-história de Berlim, sociedades que ele também fundou.
Virchow foi o primeiro a descrever e nomear doenças como leucemia, cordoma, ocronose, embolia e trombose. Ele cunhou termos biológicos como "cromatina", "neuroglia", "agenesia", "parênquima", "osteóide", "degeneração amilóide" e "espinha bífida"; termos como nó de Virchow, espaços de Virchow-Robin, síndrome de Virchow-Seckel, e tríade de Virchow são nomeados após ele.Trichinella spiralis influenciou a prática de inspeção de carnes. Ele desenvolveu o primeiro método sistemático de autópsia, e introduziu a análise do cabelo na investigação forense. Virchow criticou Ignaz Semmelweis e sua ideia de desinfecção, que disse dele, "Exploradores da natureza não reconhecem bicho-papão além de indivíduos que especulam". Ele criticou o que descreveu como "misticismo nórdico" em relação à raça ariana. Como um antievolucionista, ele chamou Charles Darwin de "ignorante" e seu próprio aluno Ernst Haeckel de "tolo". Ele descreveu o espécime original do homem de Neandertal como nada além de um ser humano deformado.

## Publicações
Virchow foi um escritor prolífico. Algumas de suas obras são:
- Mittheilungen über die in Oberschlesien herrschende Typhus-Epidemie (1848)
- Die Cellularpathologie in ihrer Begründung auf physiologische und pathologische Gewebelehre, sua principal obra (1859; Tradução para o inglês, 1860): A quarta edição desta obra constituiu o primeiro volume do Vorlesungen über Pathologie below.
- Handbuch der Speciellen Pathologie und Therapie, preparado em colaboração com outros (1854–76)
- Vorlesungen über Pathologie (1862–72)
- Die krankhaften Geschwülste (1863–67)
- Ueber den Hungertyphus (1868)
- Ueber einige Merkmale niederer Menschenrassen am Schädel (1875)
- Beiträge zur physischen Anthropologie der Deutschen (1876)
- Die Freiheit der Wissenschaft im Modernen Staat (1877)
- Gesammelte Abhandlungen aus dem Gebiete der offentlichen Medizin und der Seuchenlehre (1879)
- Gegen den Antisemitismus (1880)